# Gerbillus pusillus
Espèce
Synonymes
- Gerbillus diminutus (Dollman, 1911)
- Gerbillus percivali (Dollman, 1914)
- Gerbillus ruberrimus Rhoads, 1896

Statut de conservation UICN

 LC  : Préoccupation mineure
Gerbillus pusillus, ou Gerbillus (Hendecapleura) pusillus, est une espèce qui fait partie des rongeurs. C'est une gerbille de la famille des Muridés présente au Sud du Soudan, Sud ouest de l’Éthiopie et Kenya. Elle est appelée en français Kigogo ou Mogulla. Nom local : Mbadya kigogo.
Synonymes :
- Gerbillus diminutus Dollman, 1911, une autre espèce pour Catalogueoflife[4] et ITIS[5]
- Gerbillus percivali Dollman, 1914
- Gerbillus ruberrimus Rhoads, 1896